# Plagiolepis funicularis
Plagiolepis funicularis är en myrart som beskrevs av Santschi 1919. Plagiolepis funicularis ingår i släktet Plagiolepis och familjen myror. Inga underarter finns listade i Catalogue of Life.